# Afrocyarda
Afrocyarda är ett släkte av insekter. Afrocyarda ingår i familjen Flatidae.
Kladogram enligt Catalogue of Life:
| Afrocyarda | \| \| Afrocyarda hessei \| \| \| \| \| \| Afrocyarda royi \| \| \| \| \| \| Afrocyarda truncata \| \| \| \| |
|            | \| \| Afrocyarda hessei \| \| \| \| \| \| Afrocyarda royi \| \| \| \| \| \| Afrocyarda truncata \| \| \| \| |
|            | Afrocyarda hessei                                                                                           |
|            | |
|            | Afrocyarda royi                                                                                             |
|            | |
|            | Afrocyarda truncata                                                                                         |
|            | |